# Mario Been

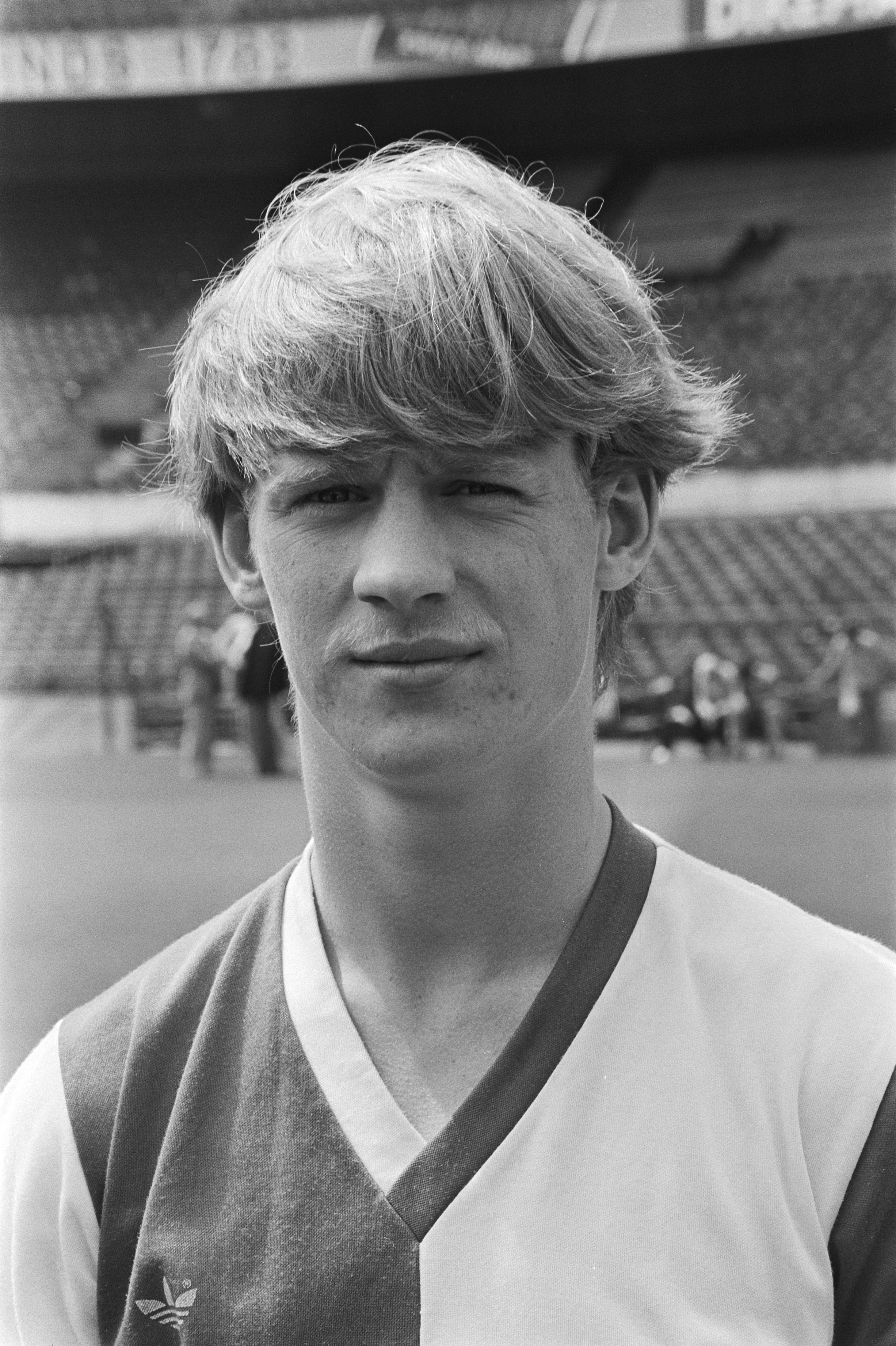
Mario Been (1982)

Mario Been (* 11. prosince 1963, Rotterdam, Nizozemsko) je bývalý nizozemský fotbalový záložník a reprezentant (odehrál v roce 1984 jeden zápas za Oranje). Část své kariéry strávil v nizozemském klubu Feyenoord, s nímž získal v sezóně 1983/84 double (titul v Eredivisie i nizozemském poháru).
Mimo Nizozemsko působil na klubové úrovni v Itálii a Rakousku. Po skončení hráčské kariéry se stal trenérem.
Za rok 1984 byl vyhlášen talentem roku v nově vytvořené anketě Fotbalista roku Nizozemska.

## Klubová kariéra
V Nizozemsku působil v seniorské kopané v klubu Feyenoord (1982–1988), poté odešel do Itálie, kde hrál v klubu Pisa SC (1988–1990). Následně se vrátil do Nizozemska a podepsal smlouvu s Roda JC Kerkrade (1990–1991). V letech 1991–1992 hrál za SC Heerenveen. Období 1992–1993 strávil ve druhém zahraničním angažmá v rakouském mužstvu FC Wacker Innsbruck. Jeho posledním angažmá byl nizozemský klub Excelsior Rotterdam v letech 1993–1995.

## Reprezentační kariéra
Zúčastnil se Mistrovství světa hráčů do 20 let 1983 v Mexiku, kde byli mladí Nizozemci vyřazeni ve čtvrtfinále svými vrstevníky z Argentiny (prohra 1:2).
V A-mužstvu Nizozemska debutoval 14. 11. 1984 v kvalifikačním utkání ve Vídni proti týmu Rakouska (prohra 0:1). Byl to jeho jediný zápas v nizozemském národním A-týmu.